# V1291 Aquilae

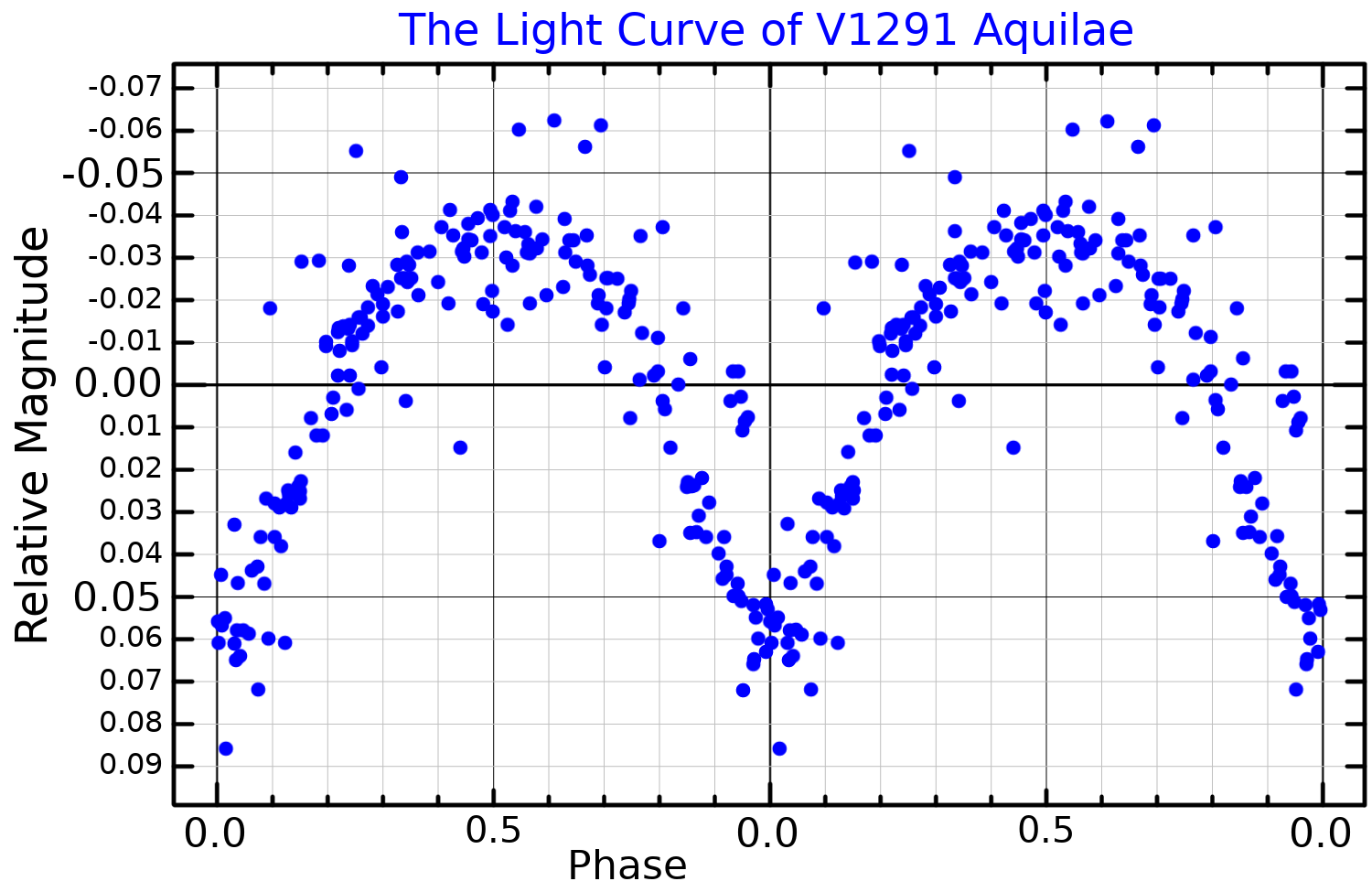
Curva de luz de V1291 Aquilae.

V1291 Aquilae (V1291 Aql / HD 188041 / HR 7575) es una estrella variable de magnitud aparente media +5,63 situada en la constelación de Águila. 
Se encuentra a 277 años luz de distancia del sistema solar.
V1291 Aquilae es una estrella blanca de tipo espectral A5p con una temperatura efectiva aproximada de 8580 K.
Tiene una luminosidad 35,5 veces mayor que la luminosidad solar y una masa 2,2 veces mayor que la del Sol.
Su edad se estima en 630 millones de años.
Posee un radio ~ 4,5 veces más grande que el radio solar y, aunque gira sobre sí misma tan lentamente que la medida de su velocidad de rotación proyectada es de 0 km/s, su período de rotación es de 224 días.
V1291 Aquilae es una estrella químicamente peculiar —semejante a α Circini o Alioth (ε Ursae Majoris)— que presenta en su superficie contenidos muy altos de estroncio, cromo y europio.
En cuanto a su índice de metalicidad, éste es sólo un 28% más elevado que el solar.
Su brillo es variable, fluctuando 0,06 magnitudes conforme la estrella rota, estando clasificada como variable Alfa2 Canum Venaticorum.